# Suzaka
Suzaka (Japans: 須坂市, Suzaka-shi) is een stad in de prefectuur Nagano op het Japanse eiland Honshu. De stad heeft een oppervlakte van 149,84 km² en had eind 2007 ruim 53.000 inwoners.

## Geschiedenis
Suzaka werd op 1 april 1954 een stad (shi).

## Verkeer
Suzaka wordt bediend door de Nagano Electric Railway.
Suzaka ligt aan de Jōshinetsu-autosnelweg en aan de autowegen 403 en 406.

## Stedenband
Suzaka heeft een stedenband met
- Siping, Volksrepubliek China, sinds 1994.

## Geboren
- Yukiko Takahashi (1967), volleyballer en beachvolleyballer

## Aangrenzende steden
- Nagano
- Ueda